# Dimitar Kusmanow
Dimitar Kusmanow (bulgarisch Димитър Кузманов; englisch Dimitar Kuzmanov; * 28. Juli 1993 in Plowdiw) ist ein bulgarischer Tennisspieler.

## Karriere
Kusmanow spielt hauptsächlich auf der ITF Future Tour und der ATP Challenger Tour. Auf ersterer gewann er bislang elf Titel im Einzel und fünf Titel im Doppel.
2016 kam er in Sofia bei den Garanti Koza Sofia Open durch eine Wildcard zu seinem Debüt auf der ATP World Tour. Sowohl im Einzel (in drei Sätzen gegen Ričardas Berankis) als auch im Doppel (im Match-Tie-Break) schied er in der Auftaktrunde aus.
2011 spielte Kusmanow erstmals für die bulgarische Davis-Cup-Mannschaft, in der er bislang eine Gesamtbilanz von 9:6 aufweist.

## Erfolge
| Legende (Anzahl der Siege)  |
| Grand Slam                  |
| ATP World Tour Finals       |
| ATP World Tour Masters 1000 |
| ATP World Tour 500          |
| ATP World Tour 250          |
| ATP Challenger Tour (3)     |

### Einzel

#### Turniersiege
| Nr. | Datum            | Turnier     | Belag     | Finalgegner     | Ergebnis |
| --- | ---------------- | ----------- | --------- | --------------- | -------- |
| 1.  | 10. Oktober 2021 | Barcelona   | Sand      | Hugo Gaston     | 6:3, 6:0 |
| 2.  | 21. Juli 2024    | Astana      | Hartplatz | Saba Purzeladse | 6:4, 6:3 |
| 3.  | 16. März 2025    | Hersonissos | Hartplatz | Federico Cinà   | 6:4, 6:2 |